# Ditha sinuata
Espèce
Synonymes
- Chthonius sinuatus Tullgren, 1901

Ditha sinuata est une espèce de pseudoscorpions de la famille des Tridenchthoniidae.

## Distribution
Cette espèce se rencontre en Afrique du Sud, au Burundi, au Congo-Kinshasa, au Congo-Brazzaville, au Cameroun, à Sao Tomé-et-Principe et en Guinée-Bissau.

## Description
L'holotype mesure 1,5 mm.

## Publication originale
- Tullgren, 1901 : Chelonethi from Camerun in Westafrika collected by Dr. Yngve Sjöstedt. Entomologisk Tidskrift, vol. 22, p. 97-101 (texte intégral).